# Hermann Olshausen

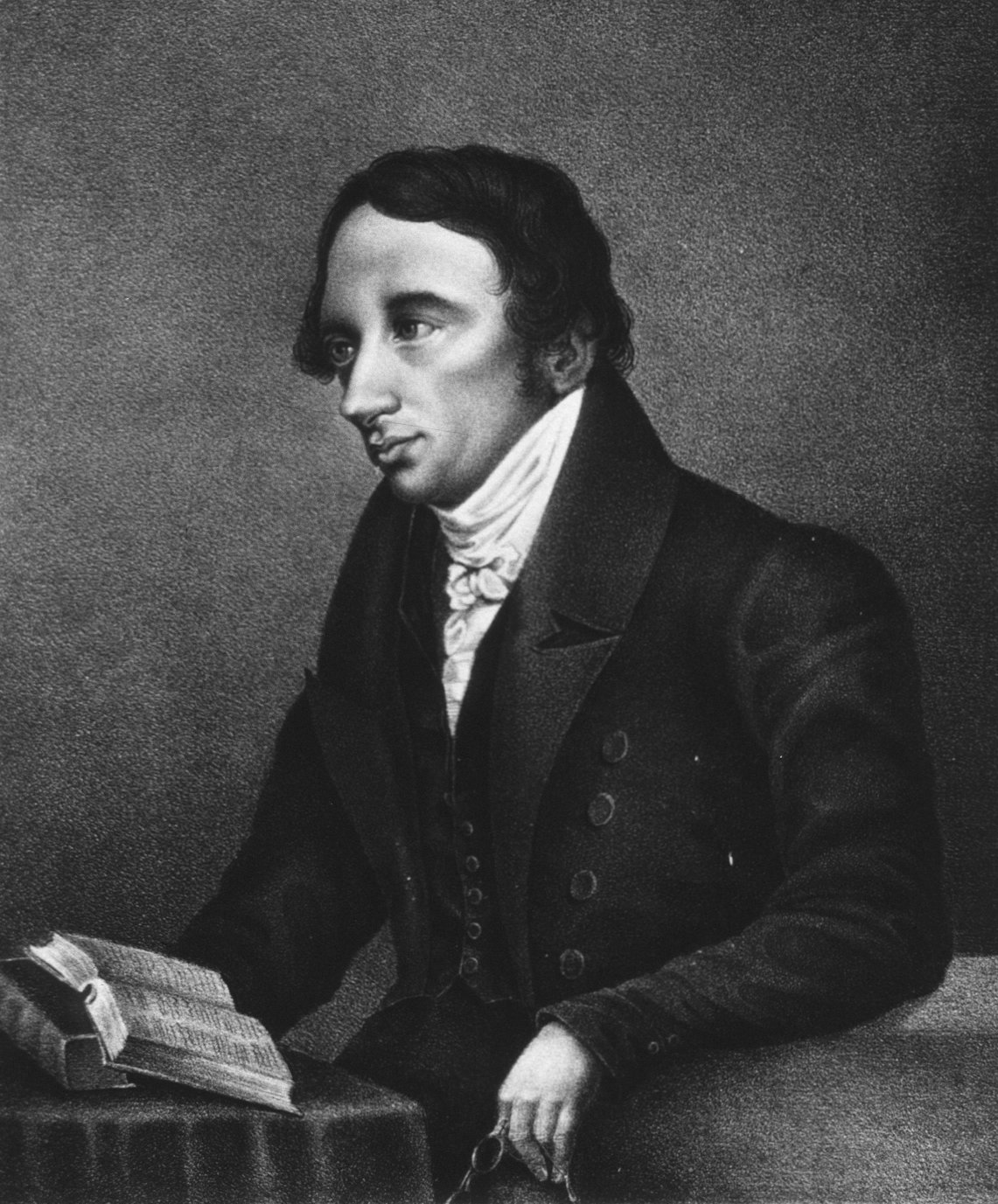

Hermann Olshausen (* 21. August 1796 in Oldesloe, Herzogtum Holstein; † 4. September 1839 in Erlangen) war deutscher Hochschullehrer für Evangelische Theologie.

## Leben
Hermann Olshausen war der älteste Sohn des Superintendenten Detlev Olshausen und der Ida Gabriele Friederikke Olshausen, geb. Hoyer (* 3. Dezember 1711 in Süderau; † 25. April 1804 in Glückstadt). Sein älterer Bruder war Justus Olshausen. Hermann Olshausen studierte an der Christian-Albrechts-Universität Kiel (1814) und der neuen Friedrich-Wilhelms-Universität Berlin (1816) Theologie und wurde von Friedrich Daniel Ernst Schleiermacher und August Neander beeinflusst. Seit 1820 habilitierter Privatdozent, wurde er 1821 außerordentlicher Professor in Berlin. 1827 folgte er dem Ruf auf den Lehrstuhl der Albertina, deren Rektor er im Wintersemester 1828/29 war. 1834 wechselte er als Ordinarius an die Friedrich-Alexander-Universität Erlangen.
Olshausens Fachgebiet war die Exegese des Neuen Testaments. Sein Kommentar (vervollständigt und überarbeitet von August Ebrard und August Wiesinger) erschien 1830 in Königsberg und wurde in vier Bänden ins Englische übersetzt (Edinburgh, 1847–1849).
Olshausen war seit 5. Oktober 1827 verheiratet mit Agnes von Prittwitz-Gaffron.

## Werke
- Biblischer Commentar über sämtliche Schriften des Neuen Testaments : zunächst für Prediger und Studirende in sechs Bänden, ab 1830
  - Englische Übersetzung von Asahel C. Kendrick: Biblical Commentary on the New Testament. 6 Bände, New York 1856–1858
- Die Echtheit der vier Kanonischen Evangelien, 1823
- Ein Wort über tieferen Schriftsinn, 1824
- Die biblische Schriftauslegung, 1825